# René Gimpel
Pour les articles homonymes, voir Gimpel.
René Albert Gimpel, né le 4 octobre 1881 à Paris et mort le 3 janvier 1945 au camp de concentration de Neuengamme, est un collectionneur, galeriste et marchand d'art français.

## Biographie

### Origines familiales
René Gimpel est issu d'une famille alsacienne d'origine juive, mais athée. 
Il est le fils d'Ernest Gimpel (1858-1907), fils d'un directeur d'école de Mulhouse et époux d'Adèle Vuitton, nièce du malletier Louis Vuitton. 
Lui aussi malletier, Ernest Gimpel fait de mauvaises affaires[pas clair] pendant la guerre de 1870. 
Ayant quitté l'Alsace pour Paris, il s'associe à Nathan Wildenstein avec lequel il fonde une société de négoce en art ancien à Paris. Les deux hommes ouvrent une filiale à New York en 1903. 

### Carrière de 1907 à 1940
À la mort de son père, René prend sa succession aux côtés de Nathan Wildenstein.
En 1919, il décide de s'associer à Joseph Duveen (1869-1939), qualifié de « plus célèbre et plus spectaculaire marchand de tableaux du siècle ». Gimpel avait épousé le 14 novembre 1912 à Londres la sœur cadette de Joseph, Florence.
René est à cette époque un des amis de Marcel Proust[réf. nécessaire].

### Période de l'Occupation: Résistance et déportation
Dès la défaite en 1940, René Gimpel et ses fils[réf. nécessaire] entrent dans la Résistance. Admirateur de Paul Éluard en qui il voit, comme il le dit dans une lettre à son amie Rose Adler du 3 août 1940, « le sauveur du pays », il monte avec Gabrielle Picabia le réseau Gloria.
Gimpel devient suspect aux yeux du régime de Vichy, qui l'interne puis le relâche fin 1942 faute de preuves.[pas clair]
Dénoncé par un confrère, Jean-François Lefranc, il est emprisonné par les Allemands à la prison Montluc de Lyon, puis au camp de Royallieu d'où un convoi de déportation l'emmène le 15 juillet 1944 au camp de concentration de Neuengamme, près de Hambourg. 
Il y meurt d'épuisement et de mauvais traitements le 3 janvier 1945.

## Collection
Trois toiles peintes par André Derain entre 1907 et 1910, qui figuraient dans sa collection et avaient été volées par les nazis, doivent être restituées à ses héritiers, selon un arrêt de la cour d'appel de Paris en date du 30 septembre 2020 : Paysage à Cassis, La Chapelle-sous-Crécy et Pinède, Cassis, conservées jusqu'en 2020 au musée d'art moderne de Troyes et au musée Cantini de Marseille,,.
Le 27 janvier 2021, le tableau Pinède, Cassis, présent dans les collections du musée Cantini depuis 1987, a été rendu symboliquement à ses héritiers par Benoît Payan, maire de Marseille, qui a émis lors de cette cérémonie le souhait de donner à l’une des salles du musée Cantini le nom de René Gimpel. Dans une lettre les descendants de René Gimpel, qui n’ont pas pu faire le déplacement, rappellent notamment que c’est à Marseille que René Gimpel a participé à la création de l’un des premiers réseaux de Résistance dès novembre 1940.
Les intérêts de la famille Gimpel sont défendus par Corinne Hershkovitch, avocate spécialisée depuis 1995 dans la restitution des œuvres d'art pillées chez des collectionneurs juifs pendant la Seconde Guerre mondiale.

## Mariage et descendance
René Gimpel et son épouse, Florence Duveen (sœur du grand antiquaire Joseph Duveen), ont eu trois fils : 
- Ernest (dit « Charles ») (5 août 1913 - 26 janvier 1973) — alias « Charles Beauchamp » pendant la clandestinité, compagnon de la Libération[10] — fonde avec son frère Pierre/Peter (26 octobre 1915 - 12 juin 2005) la galerie londonienne Gimpel fils[11] en 1946. L'ajout du mot « fils » est un hommage à leur père René.
- Jean Gimpel (10 octobre 1918 - 16 juin 1996), historien médiéviste et essayiste, auteur de nombreux ouvrages, avait un salon à Londres où se pressait tout ce que Londres comptait de savants et d'intellectuels. Il publia, en 1963, chez Calmann-Lévy, les précieux Carnets (1918-1939) de son père sous le titre Journal d'un collectionneur, marchand de tableaux, mine de renseignements sur le marché de l'art au début du XXe siècle et sur la vie intellectuelle et culturelle de l'époque.

En 2007, René Patrick Gimpel « junior », fils d'Ernest (Charles), directeur de la galerie Gimpel fils de Londres, s'associe avec Berthold Müller pour créer la galerie Gimpel & Müller à Paris (12 rue Guénégaud), spécialisée dans les abstractions géométriques, lyriques et l'art cinétique.

## Publications
- René Gimpel, Journal d'un collectionneur marchand de tableaux, préface de Jean Guéhenno, Calmann Lévy, Paris, 1963 ; nouvelle édition, enrichie d'éléments inédits, 750 p., éditions Hermann, Paris, 2011